# Rupture de la coiffe des rotateurs
La rupture de la coiffe des rotateurs est une déchirure du tendon ou du corps des muscles rotateurs de l’épaule. Il s'agit d'une désinsertion totale ou partielle du tendon au niveau du trochiter ou quelques centimètres en amont. Les muscles de la coiffe (supra-épineux, infra-épineux, petit rond, subscapulaire) coulissent sous une voûte formée par l’acromion, l’articulation acromio-claviculaire et le ligament acromio-coracoïdien. 
Elle est plus souvent en rapport avec une dégénérescence des tendons plutôt qu’avec une déchirure traumatique.
Les lésions, chez les jeunes, sont plus souvent d’origine traumatique ou sportive
Il faut la différencier d'une tendinopathie de la coiffe. 

## Formes cliniques
La forme pseudo-paralysique :
- Elle survient après un traumatisme
- La douleur est souvent peu importante
- La mobilité passive (c’est-à-dire dans laquelle les muscles n’interviennent pas) est conservée. Tandis que la mobilité active du sujet est impossible.

La forme hyperalgique :
- Elle survient à la suite d’un traumatisme sur rupture de coiffe latente
- La douleur n’est pas toujours proportionnelle à l’importance de la rupture
- Aucune mobilité (active ou passive) n’est possible

L’épaule bloquée/gelée :
- Capsulite rétractile
- Beaucoup de problèmes thérapeutiques

## Epidémiologie
C'est la pathologie de l’épaule la plus fréquente chez l’adulte de plus de 45 ans.

## Causes
Dès 45 ans, l’usure de la coiffe est la cause principale de sa rupture,  elle est accentuée par des facteurs extérieurs (activité physique, professionnelle, tabac…), des facteurs intrinsèques (maladie métabolique) ou anatomiques (forme de l’arche ostéo-ligamentaire variable). 
Elle peut être causée par un traumatisme initial à l'occasion d’une chute ou d’un effort important.

## Symptômes
Les principaux symptômes ressentis sont : 
- Épaule douloureuse souvent insomniante avec une conservation relative de la force musculaire.
- Douleur permanente de l’épaule irradiant jusqu’au coude.
- Recrudescence nocturne relativement calmée par le repos.
- Douleur qui augmente à l’effort et à l’élévation du bras au-dessus du plan des épaules, avec parfois une diminution de la force musculaire.
- Si le bras est globuleux, cela laisse penser à une rupture du long biceps.
- Irritation chronique de la bourse séreuse.

## Examen clinique
Tout examen clinique nécessite une comparaison avec le côté opposé à la lésion. 
Pour déceler la rupture, plusieurs tests sont réalisés :
- Test du conflit : il cherche à créer une hyper pression dans les bourses séreuses, pouvant raviver la douleur du patient.
- Test de la coiffe : il permet d’évoquer le diagnostic qui sera confirmé par l’arthro-scanner spiralé.
  - Test du supra-épineux
  - Test de l'infra-épineux
  - Test du subscapulaire
  - Test du chef long du biceps

La réalisation d’un examen de contraste (arthro-scanner) n’est justifiée, dans le bilan d’une rupture de coiffe, que s’il fournit des renseignements plus précis qu’une seule échographie ou IRM. Il doit permettre de préciser l’étendue des lésions. 
- Recherche d’une amyotrophie de la fosse supra ou infra-épineuse.

Les facteurs de mauvais pronostic sont représentés par l’épaule pseudo-paralytique, le signe du clairon et du portillon, le pincement sous acromial et l’atrophie graisseuse de l’infra-épineux.
L’examen clinique se termine par la mesure de la force musculaire et par la palpation de l’épaule. 

## Traitement

### Traitement chirurgical
Le traitement chirurgical a différents aspects selon l’état de la coiffe des rotateurs. Il peut consister à décomprimer la coiffe on encore à réparer la coiffe rompue. Ce traitement est préférable au traitement de thérapie manuelle et est fortement conseillé pour les personnes de plus de 60 ans.  Aucune réparation de coiffe ne doit être décidée sans au moins 20 séances de rééducation.

### Traitement médical
Le principal objectif du traitement médical est de calmer la douleur du patient. Pour cela, des antalgiques ou des corticoïdes font l’objet d’une prescription.

### Thérapie manuelle
Essentiellement à base de kiné, son but est de compenser la diminution de forces des muscles de la coiffe par le renforcement d’autres muscles, par le gain d’amplitude et d’élasticité de la capsule articulaire en limitant les phénomènes douloureux.
La rééducation de la coiffe s’effectue majoritairement en post-opératoire. Elle sert à protéger la suture et à faciliter la cicatrisation en immobilisant l’épaule avec une attelle.

#### 3 phases de rééducation
Elle peut être longue, entre 3 et 6 mois.
- Phase 1 : phase passive, elle s'étend de l’opération au 6 semaines suivantes.   L'objectif est de relâcher l’épaule et de lui permettre de récupérer sa mobilité passive.

Précautions : ne pas forcer en rotation latérale, médiale et en abduction.
- Phase 2 : elle s'étend de la 6e semaine au 4e mois.   L'objectif est la récupération de la mobilité active et du mouvement sans aucun travail de force.

Indications : commencer le travail interne, bras le long du corps sans extension et correction des décentrages articulaires, travail en excentrique et en concentrique.
- Phase 3 : elle s'étend jusqu’à 6 mois.   L'objectif est la récupération de la force musculaire et de réaliser des étirements.

Précautions : les travaux de force ne doivent pas être réalisés avant la fin de la phase 3.  
Indications : réaliser un travail actif en contre résistance, travailler les rotateurs latéraux en isométrie, en concentrique puis en excentrique, exercer des mouvements combinés et les techniques de Kabat. Il faut travailler la proprioception, le contrôle du placement actif de la tête humérale en chaîne cinétique ouverte et fermée, le ré-entrainement à l’effort

#### Techniques
Le masseur-kinésithérapeute peut effectuer des massages au niveau de la région cervico-dorsale et les associer à des mobilisations du rachis. Il peut également mobiliser les articulations sous-jacentes de l'épaule. 
Le patient peut être amené à effectuer des séances de cryothérapie pour entre autres soulager sa douleur.
Les techniques de kinésithérapie passive pouvant être utilisées sont : mobilisation de la gléno-humérale, de l'acromio-claviculaire et de la scapulo-thoracique, des exercices d’élévation et de mobilisation en adduction horizontale.

#### Exercices d’auto-rééducation
Ils sont initialement réalisés et appris auprès du kiné.
- « Le pendulaire » : balancer son bras d’avant en arrière, de gauche à droite en faisant des cercles, pendant l’exercice il faut garder la scapula relâchée.
- Serrer les scapulas : rester le dos droit, les bras le long du corps, serrer les scapulas vers l’arrière et le bas sans monter les épaules.
- « Le piston  »: le dos droit, les scapulas en arrière, bras le long du corps, descendre sa main le long de la cuisse comme pour aller toucher le sol.
- Travail des rotateurs externes : écarter les 2 mains par la contre résistance d’une sangle, les coudes collés au corps.
- Travail du dentelé antérieur : sur le dos, monter les bras à la verticale.
- Travail statique tirer/pousser : tenir l’encadrement de la porte avec sa main, bras tendu, dans l’alignement de la scapula, pousser puis tirer la porte.